# Joachim Beyer Verlag
Der Joachim Beyer Verlag ist ein Buchverlag im unterfränkischen Eltmann, wurde 1972 gegründet und verlegt Bücher aller Art, insbesondere zum Thema Schach. Bekannte Autoren des Verlags sind Artur Jussupow, Mark Dworezki, Karsten Müller, Uwe Bekemann, Daniel King, John Nunn, Jerzy Konikowski, Matthias Blübaum und Thomas Luther. Zudem druckt und vertreibt der Verlag Bücher der Schachweltmeister José Raúl Capablanca, Max Euwe, Alexander Aljechin, Anatoli Karpow, Robert James Fischer und Emanuel Lasker sowie von Schachgrößen früherer Jahre wie Kurt Richter, David Bronstein und Alexander Koblenz.
Im Geschäftsjahr 2011 belief sich der Umsatz des Verlags auf 400.000 Euro. Der Joachim Beyer Verlag hatte 1987 die Schachsparte des Verlags Walter de Gruyter übernommen. 2012 wurde die Schachsparte des Verlags von Robert Ullrich (Schachversand Ullrich, Eltmann) aufgekauft. Das lieferbare Sortiment umfasste 2023 über 220 Titel von rund 70 Autoren, überwiegend in deutscher Sprache, aber auch über 35 Titel in englischer Sprache, die als JBV Chess Books im Handel sind.
Gründer des Verlags war Joachim Beyer (* 18. September 1931 in Leipzig; † 1. Februar 2018). Er war ein Enkel des Hermann Beyer, welcher 1898 den C. Bange Verlag übernommen hatte.